# Пріапізм
Пріапізм — тривала та болюча ерекція статевого члена, що не супроводжується статевим збудженням та статевим потягом. Назва походить від ім'я давньогрецького бога плодовитості Пріапа, відомого своїми тривалими ерекціями.
Існує різниця між тривалою ерекцією та пріапізмом, однак достовірних наукових параметрів не виведено, тому частина науковців вважає, що «…ерекція пеніса, що триває більше 6 годин, може бути віднесена до пріапізму».

## Класифікація
Розрізняють три типи:
- ішемічний
- неішемічний
- рецидивуючий ішемічний (переміжний)

95 % усіх випадків становить ішемічна форма

## Етіологія
1. Нейрогенні стани, до яких відносяться травми та пухлини головного та спинного мозку, розсіяний склероз, спиномозкові сухоти, менінгіт, енцефаліт, стискання спинного мозку чи «кінського хвоста».
2. Психогенні фактори: істерія, неврастенія, психоневроз на підставі еротичних фантазій, тривала стимуляція статевих центрів.
3. Травматичні фактори: ушкодження статевого члена, промежини, калитки, крововиливи в порожнину тазу та позаочеревного простору, надмірна статева активність.
4. Запальні захворювання: простатит, тромбофлебіт тазових вен, навколоуретральний абсцес, апендицит, епідемічний паротит, сифіліс, тиф, сказ, туляремія.
5. Гематологічні фактори: серпоподібноклітинна анемія (в тому числі носійство), лейкоз, коагулопатія, мієломна хвороба, первинна тромбоцитемія, первинна тромбоцитемія, гиперфібриногенемія, застостосування антикоагулянтів при гемодіалізі або плазмоферезі. Близько 30 % всіх випадків пріапізму викликано гематологічними захворюваннями.
6. Новоутворення: первинний рак статевого члена або уретри, метастази пухлини передміхурової залози, сечового міхура або прямої кишки; внаслідок цього — порушення венозного відтоку з кавернозних тіл.
7. Дія лікарняних препаратів (до 25 % випадків пріапізму), токсинів та хімічних речовин.
8. Ідіопатичний пріапізм (етіологічний фактор не встановлений).

## Клініка

### Гострий пріапізм
Основними проявами захворювання є ерегований, гіперемійований, іноді синюшний статевий член, часто дугоподібно зігнутий до живота. При цьому збудженню та кровонабряку підлягають лише кавернозні тіла, в той же час збудження спонгіозних тіл голівки статевого члена та сечовивідного каналу не відмічається, кровонабряк їх не збільшується. Ця обставина зберігає акт сечовиділення майже вільним. Болісна патологічна ерекція при пріапізмі за рахунок кровонабряку тільки кавернозних тіл статевого члена не сприяє сексуальному потягу, статевий акт не закінчується єякуляцією та оргазмом, патологічна ерекція не зникає і стан хворого тільки погіршується.

### Хронічний пріапізм
Хронічний перемежований пріапізм відрізняється від гострого тим, що ерекція турбує хворого тільки під час сну, припиняючись відразу після пробудження. Однак цей стан може тривати протягом декількох місяців і навіть років, доводячи пацієнтів до знемоги внаслідок хронічного недосипання.
Пацієнти скаржаться на постійні пробудження по ночах унаслідок (як вони вважають) появи ерекції. Зазвичай після пробудження ерекція зникає. Напруга статевого члена супроводжується почуттям болю, локального жару. Ерекції не зв'язані зі статевім бажанням і після статевого акту можуть ще підсилюватись та частішати. Сексуальні розлади, що зустрічаються в цих хворих, найчастіше, відсуваються на другий план.
На початку захворювання періоди пробудження бувають рідко, а при повному розвитку хвороби частішають до 2 — 5 разів за ніч. Унаслідок недосипання хворі стають млявими, розбитими, їхній настрій і працездатність знижені. Постійне і болісне безсоння, хвороблива ерекція невротизують пацієнта, змушують його звертатися до лікарів різного профілю, погоджуючись на будь-які медичні втручання.

## Патогенез
Розрізнюють два типи патологічної гемодинаміки.
- Ішемічний пріапізм — венозний відтік з кавернозних тіл порушений, що призводить до стазу крові.
- Не ішемічний — підвищений артеріальний приплив крові при збереженому або навіть підвищеному венозному кровотоку (висококровотічний). Виникає найчастіше при травмах малого тазу, промежини, коли може утворюватися патологічне сполучення між артерією та кавернозними тілами. По цьому сполученні в кавернозні тіла постійно поступає додаткова артеріальна кров, яка не до кінця евакуйовується через незмінене венозне русло. Внаслідок цього дисбалансу і виникає патологічна ерекція, яка не припиняється після статевого акту чи мастурбації.

Ці стани обумовлені порушенням регуляторної діяльності клапаноподібних утворень (polsters) артерій та вен що забезпечують кровообіг статевого члена, діяльність яких підпорядкована регуляції спінальними, кірковими та підкірковими центрами. Будь-яка причина, що призводить до надмірно тривалої ерекції викликає стаз крові в кавернозних тілах, що, своєю чергою, призводить до підвищення в'язкості крові. Підвищується рівень гістаміну, який спричиняє набряк перетинок кавернозних тіл та призводить до ще більшого порушення відтоку крові, статевий член набуває при цьому синюшного кольору. Тривала ерекція протягом кількох днів, внаслідок гіпоксії, може привести до розростання сполучно-тканинних волокон, фіброзної індурації кавернозних тіл і в наслідку — до сексуального розладу. Крім цього, цей стан може ускладнитись тромбозом глибокої вени статевого члена та періпростатичних венозних судин.

## Діагностика
Діагноз гострого пріапізма не викликає утруднень. Однак для встановлення причин, що викликають його, необхідно провести ретельне клінічне обстеження.
- Збір докладного анамнезу, що повинний включати всі питання, що стосуються скарг, етіологічних факторів, даних про життя і сексуальну поведінку пацієнта.
- Загальний огляд пацієнта. (Обов'язковий огляд черевної порожнини, де іноді виявляють об'ємні утворення, венозні колатералі черевної стінки, що є ознаками порушень венозного відтоку по нижній порожнинній вені.)
- Загальний аналіз крові (для виявлення гематологічних захворювань, запальних, злоякісних і токсичних процесів, що може включати визначення формули крові, ШОЕ).
- Доплерографія.
- Коагулограма.
- Кавернозографія — дозволяє досліджувати відтік крові по венозних судинах.
- Можливе проведення рентгенологічних, радіоізотопного досліджень, комп'ютерної томографії або ехографії для виявлень первинних пухлин, метастазів, запальних захворювань, туберкульозу.
- Діагностика хронічного пріапізму заснована на об'єктивному огляді хворого, аналізі його скарг, вивчені клінічної картини і анамнезу захворювання. Застосування спеціальних інструментальних, лабораторних, радіологічних та рентгенологічних методик, а також консультації фахівців інших медичних спеціальностей виконуються у міру необхідності з метою виявлення причини захворювання.

## Лікування гострого пріапізму
Перед початком лікування потрібно чітко встановити форму пріапізу.
Випадок гострого ішемічного пріапізму вимагає термінової госпіталізації хворих і початку лікувальних заходів. Не лікований або погано лікований пріапізм може продовжуватися кілька годин, днів, місяців, після чого болі й ерекція поступово зменшуються. Але адекватна ерекція після цього не відновлюється. Якщо пріапізм триває не більш 24 годин, зміни тканини кавернозного тіла мінімальні. У випадку тривалості приступу більш 36 — 48 годин зміни стають необоротними.
- Насамперед пацієнтові призначають холодні компреси, накладення п'явок до кореня статевого члена, седативні засоби, анальгетики, спазмолітичні препарати і гіпотензивні засоби. Доцільне призначення антикоагулянтів під контролем протротромбінового часу. Використовуються протеолітичні ферменти. Проводяться новокаїнові блокади: пресакральна, паранефральна, ішиоректальна. У деяких випадках до успіху приводить спиномозкова, перидуральна анестезія або інтубаційний наркоз.

Нова ера в лікуванні пріапізму настала після початку застосування альфа-адренергічних агентів які вводяться внутрішньокавернозно. Ерекція може зникути через кілька хвилин після введення. Варто здійснювати контроль за артеріальним тиском.
Іноді купування приступу відбувається в результаті аспірації крові з кавернозних тіл.
При відсутності ефекту від консервативної терапії через 36 годин після початку захворювання показане оперативне лікування. Серед хірургічних методів використовують форсований масаж статевого члена на тлі антикоагулянтів, поздовжні розрізи білкової оболонки, перев'язка або эмболізація артерій статевого члена.
Однією з розповсюджених операцій є спонгіокавернозний шунт, принцип якого полягає в утворенні анастомозу між спонгіозним і кавернозним тілами. Патогенетично цей метод обґрунтований тим, що відтік крові по спонгіозному тілу не порушується. Існує кілька модифікацій цього методу. Принцип операції по Вінтеру полягає в утворенні фістули між спонгіозним і кавернозним тілами за допомогою біопсійної голки через голівку статевого члена з двох сторін. Провадиться аспірація крові і промивання кавернозних тіл ізотонічним розчином хлориду натрію.
Відповідно до методу Аль Хораба розріз роблять на спинальній стороні голівки статевого члена, оголюють кавернозне тіло і видаляють частину білкової оболонки. Вичавлюють кров і розріз голівки ушивають
Спосіб Ebbehoj нагадує попередній, однак у даному випадку провадиться розріз губчатого і кавернозного тіл одним скальпелем.
Спонгіокавернозний розріз по Квакелсу полягає в утворенні півовальних отворів у кавернозних і спонгіозних тілах і формуванні анастомозу між ними. Операцію проводять в області промежини.
При використовуванні цих методик, іноді, необхідна ще одна операція по закриттю фістули, що утворилася в результаті першої операції і посилює витік крові.
Застосовується також інший тип операцій — сафенокавернозний анастомоз по Грайнаку. Він полягає у відведенні крові з кавернозного тіла у велику підшкірну вену стегна. Для цього перев'язують і перетинають вени, що впадають у велику підшкірну вену, мобілізують її, перев'язують, відтинають периферичний кінець і через підшкірний тунель підводять до кавернозного тіла. Там попередньо формують еліпсоподібне віконце і видавлюють темну густу кров. Далі утворюють анастомоз. Ця методика оперативного втручання найбільш поширена і дає найкращі результати.
Останнім часом при гострому пріапізмі з посиленим артеріальним припливом виконується эмболізация внутрішніх статевих артерій аутологічним тромбом, тобто виготовленим із крові самого хворого, шляхом селективної катетеризації внутрішніх здухвинних артерій, що припиняє приплив крові і знімає приступ. Надалі наступає аутоліз тромбу, відновлюється кровообіг і здатність до фізіологічної ерекції. Але цей метод іноді призводить до стійкого тромбозу артерій і подальшій гангрені статевого члена.

## Лікування хронічного пріапізму
На сьогодні ще немає досить ефективного методу лікування хронічного перемежованого пріапізму. Пропонується тривала терапія антидепресантами, транквілізаторами, нейролептиками, снотворними засобами. Призначаються психотерапевтичні впливи (гіпноз, аутотренінг і ін.), электросон, голко-рефлексотерапія. Застосування естрогенних препаратів, що приводить до тимчасового поліпшення, тому що після їхнього скасування скарги відновляються. Крім того, призначення жіночих статевих гормонів супроводжується побічними ефектами, один із яких — зниження лібідо.

## Жіночий пріапізм
Випадки пріапізму можуть також спостерігатися і у жінок. Кліторальний пріапізм або кліторизм — рідкісний медичний стан, при якому ерегований клітор не повертається до спокійного стану протягом тривалого часу (від кількох хвилин до кількох днів), незважаючи на відсутність фізичної та психологічної стимуляції. Іноді класифікується як складова Синдрому постійного сексуального збудження (СПСЗ) — постійного, самовідвільного і некерованого збудження статевих органів у жінок, з оргазмом чи без оргазму, без стосунку до почуття насолоди. Синдром може також пов'язуватися з морфометричними і судинними видозмінами клітора.
Деякі ліки можуть спричинити або посилити кліторизм. Тразодон відомий своєю здатністю викликати чоловічий пріапізм як побічну дію, але відомий єдиний задокументований випадок, коли він спричинив кліторизм. Задокументовані випадки припливу крові до клітора після уживання нефазодону (не завжди тотожне кліторизму). Кліторальний пріапізм може бути також викликаний припиненням уживання антипсихотичних препаратів або селективних інгібіторів зворотного захоплення серотоніну.
СПСЗ є відносно рідкісним, і як окреме від кліторизму явище, досліджуваний тільки з 2001 року, він поки мало вивчений. У засвідчених випадках він спричинявся вадами тазових артерій і вен, які забезпечують кровотік до клітора. Оперативне лікування було ефективним.